# Histoire de l'Ardèche
L’histoire du département de l'Ardèche commence le 4 mars 1790, lorsqu’il est créé en application de la loi du 22 décembre 1789, sous le nom de département des Sources de la Loire.

## Histoire

### De l'Antiquité à la Révolution

Drapeau du Vivarais.

L'Ardèche est bordée par la vallée du Rhône sur sa façade est, qui a toujours été en contact avec les mouvements de ce grand axe de communication, même si ses montagnes ont présenté des contraintes. L'installation des hommes préhistoriques dans le département remonte environ à 150 000 ans (grottes moustériennes de Soyons). De nombreuses traces subsistent encore, notamment dans le sud du département (Grotte Chauvet, dolmens, menhirs, etc.).
Durant l'Antiquité, le sud du département est occupé par le peuple gaulois des Helviens (cf. le site de Jastres, à Lussas), une grande partie des Boutières (entre Eyrieux et Doux) serait du ressort des Segovellaunes, la partie septentrionale, au-delà du Doux, aux Allobroges.
Rome fonde certainement la cité d'Alba. Les Helviens commercent alors avec les Grecs et les marchands d'Orient. Alba est désertée pendant les invasions et l'évêque local s'installe au bord du Rhône près de son vivarium, site qui prend le nom de Viviers. Le traité de Verdun (843), qui partage l'empire carolingien, place le comté de Vivarais en Francia Media (domaine de Lothaire Ier à ne pas confondre avec la Lotharingie, future Lorraine, territoire de Lothaire II fils du précédent). Dans les soubresauts du Moyen Âge, le comte-évêque reste sous la suzeraineté du royaume de Provence et de Bourgogne puis du Saint-Empire romain germanique en 1032 jusqu'au rattachement à la couronne des rois de France en 1308.
Une partie importante du Vivarais devient protestante au XVIe siècle. S'ensuit un siècle de guerres de religion, répressions, massacres, etc. Le siège de Privas par Richelieu et Louis XIII a lieu en 1629, et Louis XIV lance la répression des camisards au début du XVIIIe siècle (massacre du serre du Pal, du serre de Muans (Boffres)...).

### Révolution et Premier Empire

Carte de l'Ardèche (1790)

Le département des Sources de la Loire est créé à partir de la quasi-totalité de la province du Vivarais (perdant  Pradelles et quelques villages de la Montagne, gagnant l'Uzège et Les Vans).
 
La Révolution française n'est pas partout bien accueillie en Vivarais. Des bandes de Chouans se réfugient dans les montagnes. 

De 1790 à 1792, plusieurs rassemblements ont lieu au sud du département dans la plaine de Jalès lorsque le comte de Saillans tente de fédérer le pays dans une contre-révolution royaliste. Il est battu à Joyeuse par le général d’Albignac, le 11 juillet 1792.
De 1791 à 1793, les 7 districts (Annonay, Aubenas, L'Argentière, Privas, Tournon, Vernoux et Villeneuve-de-Berg) du département de l'Ardèche fournirent 7 bataillons de volontaires nationaux.
Après la victoire des coalisés à la bataille de Waterloo (18 juin 1815), le département est occupé une seconde fois par les troupes autrichiennes de fin août à début novembre 1815 (voir occupation de la France à la fin du Premier Empire) ayant connu assez brièvement et partiellement (Annonay, Tournon...) leur présence seulement une quinzaine de jours fin mars à avril 1814

### De la Restauration auXXIesiècle
Le XIXe siècle voit le département se développer, notamment grâce à l'industrie de la soie et du papier, de la mine (notamment les hauts-fourneaux de La Voulte) et l'arrivée du chemin de fer. De nombreuses terrasses cultivées mettent en valeur le territoire. L'Ardèche atteint ainsi un pic de population sous le Second Empire, comptant 388 500 habitants selon le recensement de 1861. Département rural, elle ne compte alors aucune grande ville. Cependant, en raison, entre autres, du relief, l'Ardèche est touchée plus tôt que d'autres départements par l'exode rural ; « comme dans beaucoup d'autres régions où prévalait un système analogue, le déclin des industries en milieu rural entraîna celui de l'agriculture, et réciproquement. En un siècle, l'Ardèche perdit ainsi plus de cent quarante mille habitants, par émigration ou par dénatalité, soit plus du tiers des Ardéchois du XIXe siècle, pour ne plus compter que 245 600 personnes au recensement de 1962 ».
À la fin du siècle, le sud viticole subit la crise du phylloxéra. Puis l'Ardèche paye un lourd tribut lors des deux guerres mondiales : en 1918, 12 000 soldats ne reviennent pas du front, et pendant la Seconde Guerre mondiale, plusieurs résistants prennent le maquis, ce qui provoque arrestations et exécutions, mais accélère également le départ des troupes nazies.
Après-guerre, la petite industrie se maintient (hautes vallées des Boutières) ou périclite (mines de Largentière) ; l'agriculture reprend ses droits avec un milieu de XXe siècle où les fruitiers (pêchers de l'Eyrieux, cerises au sud) connaîtront la renommée tandis que la vallée du Rhône, avec le fleuve lui-même peu à peu canalisé, s'industrialise - surtout en face, dans la plaine en rive gauche. Depuis 1962, le nombre d'ouvriers de l'industrie en Ardèche dépasse celui des travailleurs de la terre. En 1982, 14 % de la population active ardéchoise travaille dans l'agriculture ; 38 % sont ouvriers ; et 48 % travaillent dans le tertiaire. Dans le département, assez tôt impliqué dans le développement de technologies contemporaines (Minitel, Radio Trafic FM), le tourisme de l'Ardèche verte au nord jusqu'aux zones toutes méditerranéennes entre Aubenas et l'embouchure de l'Ardèche dans le Rhône, est devenu un élément important de l'économie ardéchoise.
Autrefois bien desservie par le rail, l'Ardèche disposait d'un maillage ferroviaire local développé, notamment par la compagnie du PLM. La plupart des communes de plus de 2 000 habitants disposait d'une gare au début du XXe siècle (lignes Robiac-Vogüé-Le Teil, Vogüé-Aubenas-Lalevade-Largentière, Le Pouzin-Privas, La Voulte-sur-Rhône-Le Cheylard et Peyraud-Annonay-Bourg-Argental). Cependant entre 1969 et 1982, la majorité des lignes sont supprimées et les rails déposés. Seule subsiste la ligne SNCF Givors-Nîmes, le long de la vallée du Rhône, réservée pour le fret, ce qui fait du département de l'Ardèche le seul département français métropolitain ne disposant d'aucune gare de voyageur.